# Vassilis Tsabropoulos

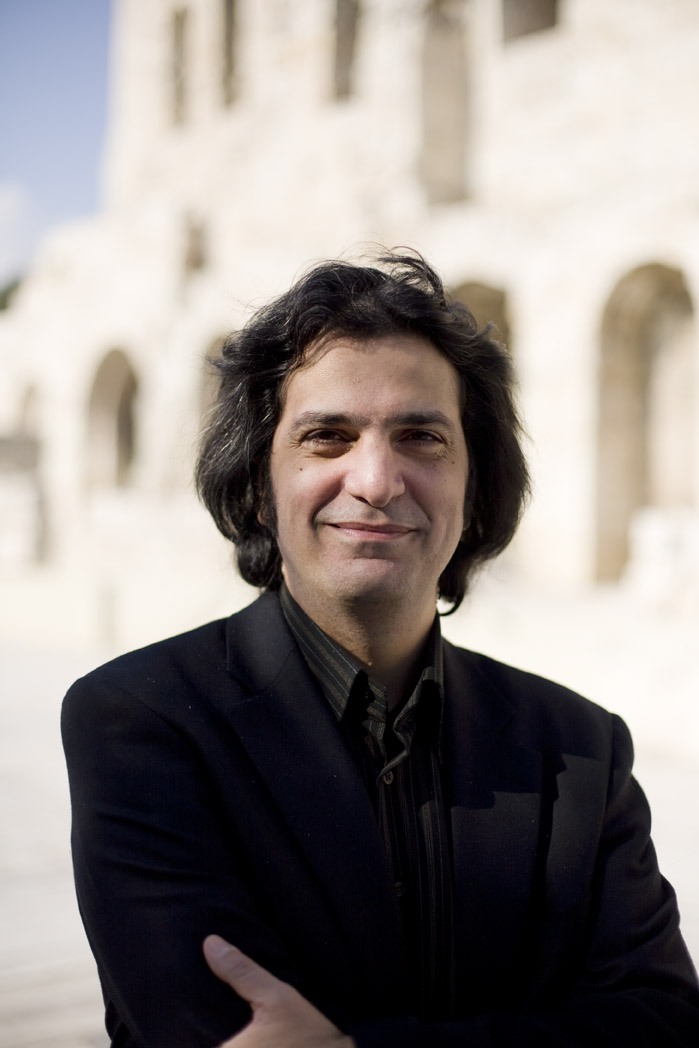
Vassilis Tsabropoulos, 2008

Vassilis Tsabropoulos (griechisch Βασίλης Τσαμπρόπουλος, * 1966 in Athen) ist ein griechischer Pianist und Komponist, der auch im Bereich des  Modern Jazz auftritt.

## Leben
Vassilis Tsabropoulos gewann bereits im Alter von zehn Jahren einen Klavierwettbewerb der UNESCO. Er studierte am Nationalkonservatorium von Athen, dem Conservatoire de Paris, der Musikakademie Salzburg und der Juilliard School of Music. Zu seinen Lehrern gehörten Rudolf Serkin und Tatjana Nikolajewa.
Er trat mit den bedeutendsten griechischen Orchestern, aber auch mit der Tschechischen Philharmonie und dem Houston Symphony Orchestra auf und arbeitete unter Dirigenten wie Vladimir Ashkenazy, Choo Hoey und Robert Janssens. Im Zentrum seines klassischen Repertoires stehen Beethoven, Mozart, Chopin und Bach, daneben auch die russischen Komponisten Sergei Rachmaninow, Sergei Prokofjew und Alexander Skrjabin.
Tsabropoulos komponierte Orchesterwerke, Streichquartette, Violin- und Cellostücke und zahlreiche Werke für Klavier solo, darunter Zwölf Präludien für Vladimir Ashkenazy. Die Werke für Klavier solo spielte er auf seinen Soloplatten ein. 
Daneben machte er sich einen Namen als Jazzmusiker, wo er zeitweilig im Trio mit Arild Andersen und John Marshall arbeitete.

## Diskografie
- Skyscape, 1990
- Images, Jazzalbum mit Yiotis Samaras, Yiorgos Fakanas und Spyros Panagiotopoulos, 1992
- Bilder einer Ausstellung von Modest Mussorgski, 1997
- Achirana, (ECM, 1999) Jazzalbum mit Arild Andersen und John Marshall
- August Symphony, Werke von Frédéric Chopin, 2001
- Live in Cremona, Soloalbum, 2002
- The Face of Love, Lieder von Calliope Tsoupaki mit Nena Venetsanou, 2002
- Akroasis, (ECM, 2003) Soloalbum
- Chants, Hymns and Dances, Kompositionen von Georges I. Gurdjieff mit Anja Lechner, 2004
- The Triangle, Jazzalbum mit Arild Andersen und John Marshall, 2004
- Melos, mit Anja Lechner und U. T. Gandhi, 2008
- The Promise, (ECM, 2009) Soloalbum
- Vassilis Tsabropoulos, Nektaria Karantzi Eleison (MSO 2016)